# Макета замка Деспота Стефана Лазаревића
Макета замка Деспота Стефана Лазаревића налази се на платоу Горњег града, поред споменика „Победник“, и приказује изглед средњовековног деспотовог замка. Макета средњовековног града изливена је и постављена 1995. године.

## Опис макете
Макета, постављена приближно у средишту средњовековног замка, приказује изглед замка са кулама, капијама и покретним мостом изнад рова, у чијој се унутрашњости посебно истицала донжон кула. На макети је могуће разликовати зидине које одвајају Горњи град као унутрашње утврђење, осматрачке куле и високу кулу Небојша која је била последња одбрана у оквиру замка.  
Модел је рад вајара Коље Милуновића, израђен као бронзана скулптура димензија 100 x 70 cm, на постољу од беле опеке. На постољу макете се налази и бронзана плоча са натписом “На овом месту налазио се замак са двором Деспота Стефана Лазаревића изграђен почетком 15. века, разорен октобра месеца 1690.” 

## Историјат замка
Језгро замка представљао је каштел из 12. века, који је деспот Стефан 1404 – 1427. године темељно обновио и претворио у замак са двором окружен ровом. Делови замка били су одвојени преградним бедемом, у оквиру којег се налазила велика донжон кула са покретним мостом, као последња линија одбране двора. Због своје величине и значаја ова кула звала се „Небојшаˮ. Након потпуног уништења приликом турске опсаде крајем 17. века – ово име преузела је знатно мања, осмоугаона кула на обали Дунава. У доба владавине Турака замак је био веома запуштен, а крајем 17. века у експлозији барута до темеља су разорени бедеми и куле.
Двор се налазио у мањем делу, на гребену. Овде је првобитно постојало неколико зграда, међу којима је најважнија била она са великом салом, где је деспот примао званичне госте. У комплексу двора налазиле су се и капела, као и библиотека, а вероватно је ту била и кућа деспотове сестре Оливере. У другом, већем делу, одвојеним бедемом од предњег дела замка, биле су смештене помоћне зграде двора и штале.  